# Marcus Tidemann
Marcus Tidemann (* 1675 in Lübeck; † 27. April 1753 ebenda) war ein Lübecker Kaufmann und Ratsherr.

## Leben
Marcus Tidemann war der Sohn des Lübecker Kaufmanns Jakob Tidemann. Seine kaufmännische Ausbildung erhielt er in der Firma seines Oheims Johann Rodde in Narwa. Im Jahr 1700 übernahm er das Handelsgeschäft seines Vaters in Lübeck. Er war Mitglied der Kaufleutekorporation der Schonenfahrer in Lübeck und wurde 1725 deren Ältermann. Er gehörte zu den vier Ratsherrn die 1739 auf Druck der Bürgerschaft in den Lübecker Rat hinzugewählt wurden, nachdem der Rat von sich aus keine Anstalten unternommen hatte, die verfassungsmäßig vorgeschriebene Anzahl der Ratsmitglieder einzuhalten.